# Storm De Beul
Storm De Beul (* 2001 oder 2002; † 30. Oktober 2024 in Jokkmokk, Lappland) war ein belgischer Survival-Influencer. Der überraschende Tod des YouTubers löste weltweit Bestürzung aus.

## Leben
Storm De Beul begann mit 19 Jahren Wander- und Radtouren zu machen. Später entdeckte er das wilde Campieren, insbesondere in den skandinavischen Wäldern für sich. Er gründete seinen YouTube-Kanal StormOudoorsy am 3. August 2024. Trotz der relativ kurzen Zeit erfreuten sich seine Videos, die entgegen ähnlicher Survival-Videos nicht auf Effekthascherei ausgelegt waren, steigender Beliebtheit. In den Videos zeigte er vor allem die Natur, wie sie sich zeigt. Er lieferte keine Anleitungen und sprach nicht in seinen Videos. Er zeigte sich bei seinen Aktivitäten und präsentierte vor allem die ruhige Natur. Insgesamt erreichte er 5780 Abonnenten. Er galt als kontaktscheu und genoss seine Solotrips in die Wildnis.
Ende Oktober 2024 brach er nach Jokkmokk, Lappland, Schweden, am nördlichen Polarkreis auf. Geplant war eine sechstägige Wanderung. In der Nacht zum 30. Oktober geriet er in einen Blizzard. Er baute sein Zelt auf und schickte eine letzte Nachricht an seine Großmutter mit dem Inhalt, dass es heftig schneie, aber er überleben würde. Etwas später setzte er einen Notruf ab, doch die Rettungskräfte konnten auf Grund der Schwere des Sturms nicht ausrücken. Sie fanden Storm De Beuls Leichnam am nächsten Morgen. Vermutlich hatte er sein Zelt im Blizzard eingebüßt und sich zu Fuß auf den Weg zu seinem 14 Kilometer entfernt geparkten Auto gemacht. Auf dem Weg dorthin ist er erfroren.
Seine Eltern berichteten auf dem belgischen Newsportal 7sur7 über seinen Tod. Sein Tod löste weltweit Bestürzung aus. Nachrufe erschienen in zahlreichen Leitmedien.